# Nils Wikander
Nils Wikander, född den 7 oktober 1848 i Vendels församling, Uppsala län, död den 16 oktober 1914 i Matteus församling, Stockholm, var en svensk frikyrkoman.

## Biografi
Wikander tog studentexamen vid Uppsala Lyceum den 15 december 1873 och blev informator 1874. Han började under 1874 att predika och inskrevs på hösten vid Uppsala universitet, men måste på grund av försvagad hälsa avbryta studierna. Han verkade senare som predikant i norra Uppland, samt senare delen av 1876 som predikobiträde hos en kyrkoherde i Södermanland. Wikander flyttade 1877 till Kristinehamn för att där tjänstgöra som predikant vid missionsföreningen samt biträda som lärare vid missionsskolan i Kristinehamn. Han kallades av Svenska Missionsförbundet som vikarierande lärare på Missionsskolan 1879 och blev ordinarie lärare 1880 samt skolans rektor 1888. Han följde med till Stockholm då skolan flyttade dit, samt till Lidingö 1908. Wikander var skolans föreståndare t o m 1910.